# Pandanus glaucophyllus
Pandanus glaucophyllus är en enhjärtbladig växtart som beskrevs av Henry Nicholas Ridley. Pandanus glaucophyllus ingår i släktet Pandanus och familjen Pandanaceae. Inga underarter finns listade.